# Conjuntos bem separados

A e B são bem separados.

Em espaços métricos, o conceito de conjuntos bem separados é mais forte que o conceito de desconexos. Dois conjuntos não vazio são ditos bem separados se a distância entre eles é positiva.

## Definição
Seja {\displaystyle \left(\mathbb {S} ,d\right)} um espaço métrico, define-se a distância entre dois subconjuntos {\displaystyle A\,} e {\displaystyle B\,} não-vazios de {\displaystyle S\,} como o ínfimo das distâncias entre um ponto do conjunto {\displaystyle A\,} e um ponto do conjunto {\displaystyle B\,}:
{\displaystyle {\hbox{dist}}(A,B):=\inf \left\{d(x,y):x\in A,~y\in B\right\}\,}
Se {\displaystyle {\hbox{dist}}(A,B)>0\,} então diz-se que {\displaystyle A\,} e {\displaystyle B\,} são conjuntos bem separados. 

## Conjuntos bem separados desconexos
Seja {\displaystyle A\,} e {\displaystyle B\,} conjuntos bem separados em um espaço métrico {\displaystyle (\mathbb {S} ,d)\,}. Seja ainda:
{\displaystyle \delta :={\frac {1}{3}}{\hbox{dist}}(A,B)>0\,}
Defina os conjuntos abertos:
{\displaystyle O_{A}=\bigcup _{x\in A}B(x,\delta )\,}
{\displaystyle O_{B}=\bigcup _{x\in B}B(x,\delta )\,}
onde {\displaystyle B(x,\delta )\,} é a bola de centro {\displaystyle x\,} e raio {\displaystyle \delta \,} definida como:
{\displaystyle B(x,\delta )=\{y\in \mathbb {S} :{\hbox{d}}(x,y)<\delta \}\,}
É fácil ver que {\displaystyle O_{A}\,} e {\displaystyle O_{B}\,} são disjuntos e ainda que {\displaystyle A\subseteq O_{A}\,} e {\displaystyle B\subseteq O_{B}\,}.

## Propriedades
- Se {\displaystyle A\,} e {\displaystyle B\,} são disjuntos, e {\displaystyle A\,} é compacto e {\displaystyle B\,} é fechado, então {\displaystyle A\,} e {\displaystyle B\,} são bem separados.

- {\displaystyle A\cap B\neq \emptyset \,} então {\displaystyle A\,} e {\displaystyle B\,} não são bem separados.

- Sejam {\displaystyle A\,} e {\displaystyle B\,} dois conjuntos bem separados em {\displaystyle \mathbb {R} ^{n}\,} então:

{\displaystyle \mu ^{*}(A\cup B)=\mu ^{*}(A)+\mu ^{*}(B)\,}, onde {\displaystyle \mu ^{*}\,} é medida exterior de Lebesgue.